# Teorie del complotto sul signoraggio
Le  teorie del complotto sul signoraggio (chiamato anche più semplicemente signoraggismo) comprendono una serie di teorizzazioni che sostengono l'argomento di fondo secondo cui le attività istituzionali di emissione e di gestione della moneta ed il reddito prodotto dal signoraggio da parte delle banche centrali sarebbero svolte, in realtà, a danno dei cittadini di uno Stato, in favore di una trama di vari poteri oscuri e occulti a cui farebbe capo l'intera macchinazione. Tali teorie mescolano, sovente, problemi ed elementi disparati ed eterogenei, come la ripartizione del reddito da signoraggio, la fiscalità monetaria come descritta da autori come Gesell, Steiner, Pound, le teorie di Giacinto Auriti sul valore indotto, e l'emissione di moneta per finanziare il deficit statale.
Alcuni critici, come l'economista Mary Mellor, includono tra tali teorie complottistiche anche le teorie neo-cartaliste o post-keynesiane, come la teoria della moneta moderna. Gli autori cartalisti, però, hanno espressamente affermato che questo non è un principio contenuto nella teoria.
Spesso diffuse attraverso libri, blog e, soprattutto, siti web, queste ricostruzioni sono per lo più propugnate da soggetti che non sono né economisti né esperti. Esse, inoltre, non trovano conferma in nessun manuale divulgativo o specialistico di economia e, per questi motivi, l'intero complesso di tali teorie sul signoraggio è rubricato al rango di un sistema infondato di bufale.

## Fondamento della teoria
(Robert Mugabe, citato dal Washington Post)

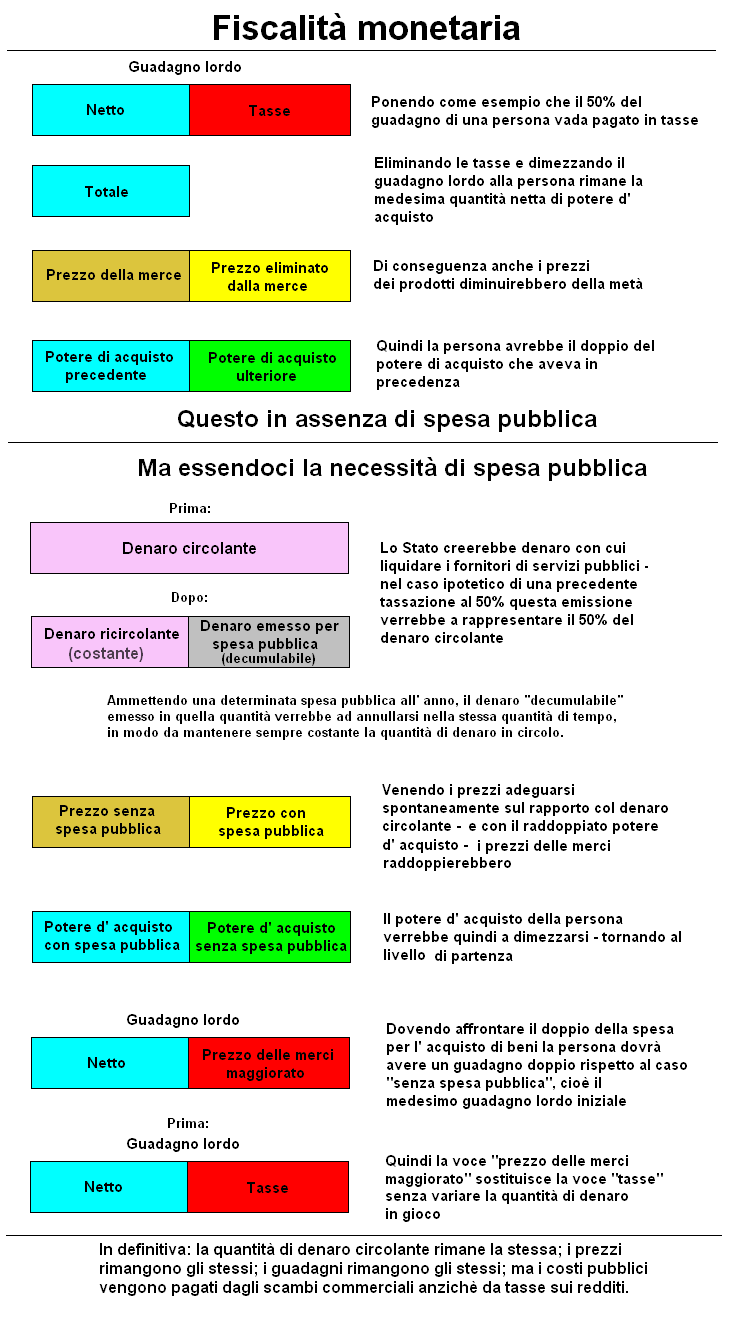
Schema della fiscalità monetaria, una delle varie teorie sul signoraggio, in cui le tasse vengono pagate dallo scambio commerciale, tramite denaro creato appositamente per la spesa pubblica, a scadenza o tassato, comunque decumulabile, secondo una teoria resa celebre dal poeta Ezra Pound nel suo ABC dell'economia.

Secondo i sostenitori di tali teorie, le banche centrali otterrebbero il reddito da signoraggio grazie alla differenza tra valore nominale della moneta emessa e costo sostenuto per la stampa  (quest'ultimo, quindi, di entità trascurabile rispetto al primo). Tale affermazione costituisce uno degli assunti principali comuni a tali teorie: si tratta, tuttavia, di un argomento fallace, dal momento che, in realtà, il reddito da emissione di moneta viene prodotto in modo diverso e non ha alcuna attinenza, né per meccanismo di produzione né per entità, con la definizione sottesa da tale affermazione. Senza contare, inoltre, la necessità di distinguere, in tale processo, tra moneta metallica e cartamoneta. Tale ricchezza verrebbe poi spartita, a tutto svantaggio dei cittadini, tra banchieri e presunti poteri forti che dominerebbero tale sistema.
In realtà, il reddito da signoraggio percepito dalle banche centrali può essere definito come il flusso di interessi generato dalle attività detenute in contropartita delle banconote in circolazione, con un'incidenza, pertanto, ben più bassa rispetto a quanto sostenuto dalle tesi complottiste (differenza tra valore facciale della moneta e costi per la coniazione o la stampa).

## Avvenimenti correlati

### La fondazione della Banca d'Inghilterra
La maggior parte dei sostenitori di questa teoria fa risalire l'inizio della presunta truffa ai danni dei cittadini all'avvento delle banche centrali, ovvero alla fondazione della Banca d'Inghilterra (BOE) nel 1694. Sebbene la più antica banca centrale sia stata la Banca di Svezia, per i sostenitori della teoria del complotto è la nascita della BOE che rappresenta l'inizio del furto - ovvero la perdita da parte dello stato della propria sovranità monetaria affiancata alla nascita del debito pubblico.
In realtà, il debito pubblico non rappresentò altro che la nuova denominazione del vecchio debito della Corona inglese. La Banca d'Inghilterra fu costituita come personalità giuridica autonoma in risposta alle esigenze di raccolta immediata di risorse di cui la corona necessitava per finanziare la guerra che Guglielmo III combatteva contro Luigi XIV. Dopo la crisi che nel 1671 aveva colpito gli orefici, fino ad allora attivi nella raccolta di depositi e nell'emissione di certificati, si erano moltiplicati i progetti di costituzione di una banca di emissione che ristabilisse il credito alla Corona inglese (caduto ai minimi sotto Carlo II) e che riducesse le rigidità della circolazione metallica. La costituzione della Banca d'Inghilterra fu imposta dalle necessità finanziarie della Corona: a quest'ultima, gli azionisti della Banca d'Inghilterra fornirono un credito in contanti di 1,2 milioni di sterline a un tasso dell'8% annuo, ovvero inferiore a quelli allora correnti. La banca ricevette una serie di privilegi: fu l'unica a responsabilità limitata e l'unica autorizzata a emettere banconote in Inghilterra; essa ottenne, inoltre, la custodia esclusiva dei fondi di cassa del governo, un privilegio connesso alle successive concessioni di credito e alla creazione di un debito pubblico nazionale, quando nel 1696 fu introdotto il buono dello scacchiere e quando tra il 1749 e il 1757 su progetto di Sir Henry Pelham fu collocato un prestito irredimibile del 3%. Pertanto, il primo beneficiario dalla nascita della Banca d'Inghilterra fu in, effetti, la Corona stessa.

### I Protocolli dei Savi di Sion
Alcuni aspetti particolari delle teorie del complotto sul signoraggio, derivate indirettamente dal falso storico dei protocolli dei savi di Sion e molto diffuse in ambienti antisemiti, attribuiscono agli ebrei la "colpa" in una sorta di cospirazione mondiale (si vedano le voci protocolli dei savi di Sion e teoria del complotto giudaico).

### Vicende valutarie delle colonie americane
Le teorie del signoraggio si sono spinte sino a riscrivere le motivazioni sulla storia della nascita degli Stati Uniti d'America. Infatti, secondo i sostenitori della teoria, la causa all'origine della guerra d'indipendenza americana non è da ricercarsi la serie di rivolte contro l'incremento dell'imposizione fiscale della madrepatria sfociate nel Boston Tea Party, ma sarebbe stato il Currency Act 1764, che vietava l'emissione di moneta cartacea da parte delle colonie, togliendo ai governi delle colonie dell Impero britannico il diritto sovrano di provvedere alle proprie necessità senza oneri per la popolazione in termini di imposte o debito.
La cartamoneta non era l'unica che circolava nelle colonie: era affiancata da monete d'oro e d'argento di coniazione spagnola e portoghese, e veniva emessa sia per pagare le spese, sia contro debito fruttifero di interesse (ovvero analogo alle banche centrali odierne); nel Maryland invece l'emissione era coperta dalle sterline britanniche.
L'effetto dell'emissione cartacea fu una iperinflazione nelle colonie del New England e della Carolina del Sud.
Nel 1900 Charles J. Bullock, una delle più rispettate autorità in materia di studi sulla finanza pubblica coloniale, parlò degli esperimenti monetari come un carnevale di frode e corruzione, descrivendo il tutto come un quadro fosco e vergognoso. A suo giudizio, intervenendo per porre un freno, il Parlamento aveva agito sanamente. Davis Rich Dewey, un altro esperto monetario, osservò che «una parte cospicua della popolazione, specialmente nelle maggiori città dell'Est, si tenne lontana dalla rivolta contro l'Inghilterra non tanto perché fosse contraria, ma per il timore che l'indipendenza portasse con sé un'eccessiva emissione di cartamoneta, con tutte le conseguenti perturbazioni negli affari».
Vi furono comunque eccezioni: le Middle colonies, ad esempio, non registrarono alte inflazioni. L'ipotesi più robusta argomenta che le Middle colonies, oltre a non avere trasgredito i limiti imposti dalla corona inglese, avessero stabilito una sorta di cambio fisso con le monete d'oro e d'argento in circolazione all'interno della colonia, regolandone e limitandone l'emissione a seconda del loro afflusso o deflusso.
Inoltre, il Currency Act del 1764 non aveva vietato l'emissione di carta moneta da parte delle colonie, ma aveva solo esteso i limiti, imposti in precedenza al New England, riassumibili nella fine dell'accettazione, da parte della madrepatria, della moneta coloniale come mezzo di pagamento delle imposte e della garanzia di un gettito fiscale in grado di assicurare il futuro ritiro della moneta emessa in un tempo massimo di cinque anni.

### Lincoln e Kennedy
Alcuni sostenitori della teoria del complotto utilizzano, come argomenti, anche gli assassini dei presidenti americani Abraham Lincoln e John Fitzgerald Kennedy: secondo tale tesi, i due omicidi sarebbero stati messi in atto dai beneficiari della presunta "frode", che avrebbero sventato il presunto progetto, dei due presidenti,  di togliere ai banchieri il signoraggio.
Lincoln, per far fronte alle esigenze di finanziamento della guerra di secessione americana, in mancanza di una banca centrale e in presenza dei forti tassi di interesse richiesti dalle banche allora presenti negli Stati Uniti, decise di emettere una propria moneta - i cosiddetti greenbacks - che restarono in circolazione, in modo discontinuo, sino al 1971.
Tale azione di Lincoln viene portata come esempio di attività vantaggiosa per i cittadini, in luogo dell'emissione di moneta da parte delle banche; le conseguenze per l'economia americana furono, in realtà, una fortissima inflazione, che portò al raddoppio dei prezzi, e un incremento di debito pubblico. Secondo quanto afferma il Bureau for Public Debt, l'ente governativo statunitense che controlla il debito pubblico, il debito pubblico nel 1860 ammontava a 65 milioni di dollari. È stato stimato che la Guerra di secessione americana costò alla nazione 5,2 miliardi di dollari per le spese dirette. Il costo della guerra civile fu così alto rispetto al budget statale che per coprire la spesa non bastarono i 150 milioni di dollari emessi in greenbacks, ma fu necessario ricorrere a ulteriori 500 milioni di dollari in titoli di debito. Così, «alla fine del 1865 il debito pubblico ammontava a 2,2 miliardi di dollari ma l'unione era stata preservata».
Kennedy, invece, viene portato come esempio di tentativo di surroga del Governo degli Stati Uniti sulla banca centrale. Viene quindi citato l'ordine esecutivo 11110, che assegnava al Dipartimento del Tesoro il potere «di emettere certificati sull'argento contro qualsiasi riserva d'argento, argento o dollari d'argento normali che erano nel Tesoro». In realtà, il potere di emettere certificati d'argento era stato garantito al presidente degli Stati Uniti dall'Agricultural Adjustment Act del 1933, ed esteso al Segretario del tesoro, sotto determinate condizioni, dal Silver Purchase Act del 1934.
Pertanto, non fu istituita alcuna nuova autorità d'emissione, dato che i certificati d'argento venivano già emessi negli anni trenta del XX secolo. Al contrario, il rialzo delle quotazioni dell'argento negli anni cinquanta rese onerosa l'emissione di moneta da parte del governo ed ebbe come conseguenza l'approvazione da parte del Congresso, nel 1963, della Public Law 88-36 firmata da Kennedy, che stabiliva la graduale sostituzione dei certificati d'argento con biglietti di piccola taglia emessi dalla Federal Reserve. La PL 88-36, però, abolì interamente il Silver Purchase Act e, pertanto, tra gli altri effetti, ebbe anche quello di togliere al ministero del tesoro il diritto di emissione di certificati, rimettendolo nelle mani del presidente. È solo su quest'ultimo aspetto - per motivi pratici, ovvero per riportare l'emissione dal Presidente al Segretario del tesoro - che incise l'ordine esecutivo 11110, il quale rimase comunque all'interno di un quadro di riduzione dei silver certificate per lasciare spazio ai Federal Reserve Note, cioè i dollari emessi dalla banca centrale.

### Isola di Guernsey e Zimbabwe
È convinzione comune tra i seguaci di queste teorie che esistano luoghi in cui tuttora il bilancio del governo sarebbe mantenuto grazie all'emissione in proprio di banconote, senza ricorrere a tassazione o a prestiti sul mercato e senza generare una inflazione devastante. Questo sarebbe il caso dell'isola di Guernsey, in cui la tassazione sarebbe bassa grazie all'emissione in proprio di moneta.

In realtà, la politica monetaria nell'isola di Guernsey è decisa dalla Banca d'Inghilterra e la sterlina di Guernsey è legata alla sterlina britannica con un cambio fisso di 1:1. Infine, il bilancio governativo della piccola isola si fonda interamente sulle entrate fiscali.
Esistono, però, alcuni paesi in cui, effettivamente, bilancio governativo è finanziato in larga parte dall'emissione di moneta. È il caso dello Zimbabwe di Robert Mugabe, dove circa metà della spesa pubblica era finanziata emettendo nuova moneta. Come conseguenza, il paese è stato preda di un devastante aumento dei prezzi (crisi dell'iperinflazione dello Zimbabwe) che ha raggiunto il 231 000 000% annuo nel luglio 2008 (che corrisponde ad un raddoppio dei prezzi ogni 17,3 giorni). Per cercare di stabilizzare l'economia, nell'aprile 2009 il governo ha smesso di stampare dollari zimbabwiani e ha adottato come valute di riferimento il rand sudafricano e il dollaro statunitense.

## Il ruolo delle istituzioni esistenti

### La Federal Reserve
Significativo è considerato il caso della Federal Reserve, che, secondo teorici del complotto, altro non sarebbe se non un consorzio di banche ebraiche. Azionisti della Fed di New York, secondo tali ricostruzioni, sarebbero: Rothschild Bank di Londra e Berlino, Lazard Brothers di Parigi, Israel Moses Seif Banks Italia, Warburg Bank di Amburgo e Amsterdam, Lehman Brothers di New York, Kuhn Loeb & Co. di New York, Goldman Sachs of New York, National Bank of Commerce NY/Morgan Guaranty Trust, Hanover Trust di New York.. Oltre a delle evidenti inesattezze (ad esempio, esiste una Banca Rothschild londinese, ma non una filiale di Berlino; Lazard ha sede a New York e non a Parigi; Lehman Brothers è fallita nel settembre 2008 e la Kuhn, Loeb & Co. si fuse con Lehman nel 1977 e, pertanto, ne ha seguito il destino nel 2008; la Hanover Trust ha perso il proprio marchio e la propria indipendenza nel 1991; ecc.) non vi è alcuna attinenza tra detenzione di partecipazione ed effettiva gestione della politica monetaria della Fed, in cui gli azionisti non arrivano alla maggioranza (7 dei 12 membri del FOMC sono scelti dal presidente degli Stati Uniti) e alla residua ripartizione dei profitti (gli azionisti percepiscono dividendi per il 6% del capitale, il resto va al Tesoro), le affermazioni complottiste mancano delle fonti da cui ricavano la loro lista.
L'articolo 2 del Federal Reserve Act prescrive che gli azionisti debbano essere le "national banks" con sede nel distretto di competenza della filiale della Fed partecipata. Questo elemento, per la Fed di New York, escluderebbe come azionisti tutte le banche della lista ad eccezione dalla National Bank of Commerce NY. E, infine, la Federal Reserve Bank of New York è soltanto una delle 12 Federal Reserve Banks che compongono il Federal Reserve System.

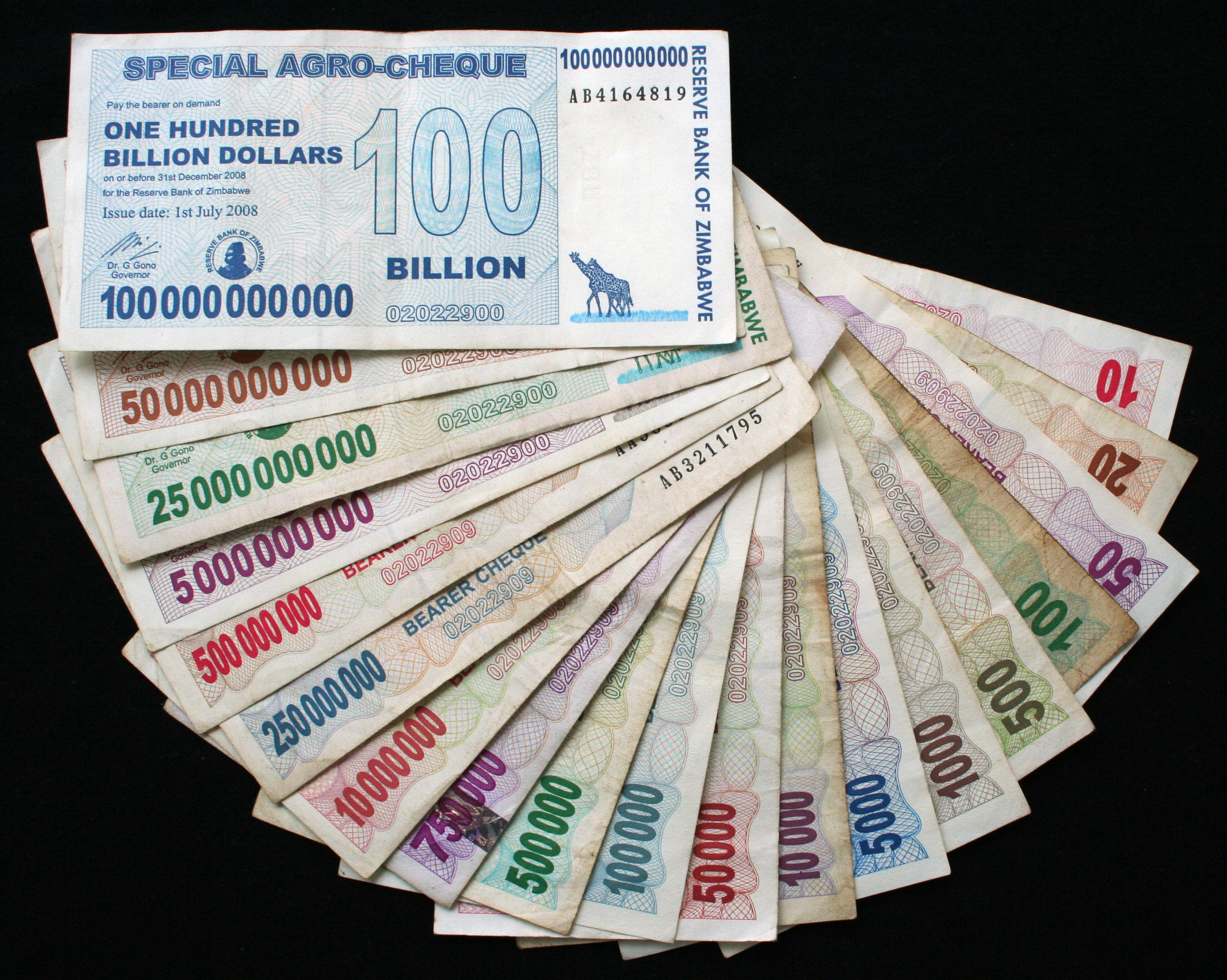
Selezione di banconote stampate dalla Reserve Bank of Zimbabwe tra luglio 2007 e luglio 2008, che illustra gli effetti dell'iperinflazione del paese.

### La Banca del Nord Dakota
Tra i sostenitori della teoria del complotto si afferma che lo Stato federato del Nord Dakota sarebbe economicamente florido e non sarebbe stato colpito dalla grande recessione del 2007 grazie al fatto che la Banca del Nord Dakota è a capitale pubblico e che lo Stato non avrebbe aderito al Federal Reserve System. In realtà, la Banca del Nord Dakota è una semplice banca commerciale che non svolge alcuna politica monetaria (e non guadagna da alcun tipo di signoraggio); non è affatto vero che il Nord Dakota non è parte del Federal Reserve System visto che fa parte del distretto 9; è inoltre difficile poter paragonare l'economia di un territorio prettamente dedito all'agricoltura, e con meno di 700.000 abitanti, ad altre più complesse economie; infine, quello che viene definito come miracolo del Nord Dakota è attribuibile al petrolio la cui produzione, nel decennio dal 2000 al 2010,  è quadruplicata.